# 툴라 (메소아메리카)
툴라(Tula)는 메소아메리카 고고학 유적지로 테오티우아칸의 몰락과 테노치티틀란의 부상 사이에 톨텍 제국의 수도로서 전성기에 도달한 중요한 지역 중심지였다. 이 다른 두 유적과 비교하여 잘 연구되지 않았으며 정치적 시스템, 영향력 영역 및 다른 메소아메리카 도시, 특히 치첸이트사와의 관계에 대한 논쟁이 남아 있다. 이 유적은 툴라 계곡의 툴라 데 아옌데시에 위치해 있으며, 오늘날 멕시코시티의 북서쪽, 멕시코 이달고주의 남서쪽이다. 고고학 유적지는 박물관, 툴라 치코(Tula Chico)라는 이전 정착지의 유적과 툴라 그란데(Tula Grande)라는 주요 의식 장소로 구성되어 있다. 주요 명소는 케찰코아틀의 피라미드로, 톨텍 전사 모양으로 조각된 현무암 기둥이 있다. 툴라는 약 1150년에 함락되었으나 그 역사가 신화에 많이 기록되어 다음 아즈텍 제국에 상당한 영향을 미쳤다. 깃털 달린 뱀의 신인 케찰코아틀은 스페인 사람들이 도착했을 때 중앙 멕시코에서 중앙 아메리카에 이르기까지 숭배가 널리 퍼진 이 도시와 관련이 있다.